# طحنون بن زايد بن سلطان آل نهيان
الشيخ طحنون بن زايد بن سلطان آل نهيان (مواليد 4 ديسمبر 1968) نائب حاكم ابوظبي منذ 3 ديسمبر  2024 ومستشار الأمن الوطني بدولة الإمارات العربية المتحدة منذ 14 فبراير 2016 وهو أحد أبناء الشيخ زايد بن سلطان آل نهيان رئيس دولة الإمارات العربية المتحدة الأسبق.

## المناصب
- من 1996-2004 تولى رئاسة الدائرة الخاصة لرئيس الدولة.
- من 2009-2013 تولى منصب رئيس مجلس إدارة هيئة طيران الرئاسة.[1][2]
- بتاريخ 18 مارس 2013 أصدر الشيخ خليفة بن زايد آل نهيان رئيس دولة الإمارات العربية المتحدة مرسوماً اتحادياً بتعيينه نائباً لمستشار الأمن الوطني بدرجة وزير.[3]
- بتاريخ 14 فبراير 2016 أصدر الشيخ خليفة بن زايد آل نهيان رئيس دولة الإمارات العربية المتحدة مرسوماً اتحادياً بتعيينه مستشاراً للأمن الوطني وبتبعيته لرئيس المجلس الأعلى للأمن الوطني.[4]
- رئيس مجلس إدارة الشركة القابضة إيه دي كيو.[5]
- في 29 مارس 2023 أصدر الشيخ محمد بن زايد آل نهيان رئيس دولة الإمارات العربية المتحدة حاكم أبوظبي مرسوماً بتعينه نائباً لحاكم أبوظبي.
- في 22 يناير 2024 أصدر الشيخ محمد بن زايد آل نهيان رئيس دولة الإمارات العربية المتحدة حاكم أبوظبي قراراً بتعيينه رئيساً لمجلس الذكاء الاصطناعي والتكنولوجيا المتقدِّمة.

## إنجازاته

### المجال الرياضي
هو مؤسس فكر الرياضة في إمارة أبوظبي، وهو أول من اهتم بسباقات القدرة لدى الناشئين ومن ثم أدخل رياضة الجوجوتسو؛ فهو مؤسسها الفعلي والأب الروحي لها في الدولة - على غرار الكاراتيه والتايكوندو والمصارعة والجودو وغيرها من الرياضات القتالية - التي أثمرت بروز أكثر من بطل إماراتي في هذا الفن من القتال، نظراً لاهتمامه بالفنون القتالية منذ نعومة أظفاره، فعندما كان عمره خمسة سنوات تعلم الكاراتيه ومن ثم التايكوندو، والمصارعة، والجودو وغيرها من الرياضات القتالية.
تعرّف على الجوجيتسو أثناء دراسته في الولايات المتحدة الأمريكية، فانضم في البداية إلى نادٍ، وبدأ في التمرين فوجد نفسه في هذه الرياضة وبدأت رحلته معها، وعـُرف على مستوى العالم بفضل قراره وخبرته فيها، حيث أسس البطولة الدولية لنادي أبوظبي للقتال.
ويعتبر الشيخ طحنون مؤسس بطولة "ADCC"، وهي بطولة للجوجيتسو من غير بدلة مع بعض التعديلات في قوانينها أضافها بنفسه، حيث تعتبر البطولة هدفاً عالمياً كبيراً لجميع الأبطال العالميين عبر العالم. كما يهتم بمجموعة من الرياضات الأخرى، حيث يحضر ويترأس العديد من الأنشطة الرياضية، على غرار الفروسية.

### تطوير الاقتصاد الاتحادي
برز الشيخ طحنون بمشاريعه المميزة من الناحية الاقتصادية المطورة لأبوظبي حيث اشترك في إنشاء جزيرة الريم التي تعد من أبرز المشاريع المعمارية التي تمتاز بها الإمارة، وهي تحتوي على أبراج مميزة ومرافق صحية وجامعات كلها عائمة في وسط شواطئ الخليج العربي.
ويشغل منصب رئيس الشركة العالمية القابضة وبنك الخليج الأول ويملك 5.40% من أسهمه، أي ما يعادل 995 مليون دولار، وبلغت قيمة مجموع أسهم البنك المطروحة للتداول 18.4 مليار دولار اعتباراً من فبراير 2014، في حين بلغت حصص المساهمين 8.5 مليار دولار تقريباً اعتباراً من ديسمبر 2013، وهذا يجعل البنك من أكبر البنوك المساهمة في الدولة.

### المجال الأمني
عُين نائباً لمستشار الأمن الوطني بتاريخ 18 مارس 2013، وساهم في الإشراف على العديد من العمليات الأمنية التي تهم الدولة، من أبرزها عملية عاصفة الحزم وعملية إعادة الأمل، والتي شنتها العديد من الدول العربية بقيادة المملكة العربية السعودية، لضرب الحوثيين في اليمن، حيث ساهم في التنسيق مع الجانب السعودي بخصوص العمليات الجوية بمشاركة طائرات إماراتية.

## حياته الخاصة

### نسبه
طحنون بن زايد بن سلطان بن زايد بن خليفة بن شخبوط بن ذياب بن عيسى بن نهيان بن فلاح بن هلال بن فلاح بن محمد بن سلطان بن محمد بن هلال بن جبلة بن أحمد بن إياس بن عبد الأعلم بن برسم بن الأسعد بن حبيب بن عمرو بن كاهل بن أسلم بن تدول بن تيم اللات بن رفيدة بن ثور بن كلب بن وبرة بن تغلب بن حلوان بن عمرو بن الحافي بن قضاعة.
واختُلف في نسب قضاعة:
- فقيل: هو قضاعة بن مالك بن حمير بن سبأ بن يشجب بن يعرب بن قحطان [6]
- وقيل: قضاعة بن معد بن عدنان

### زوجاته
- الشيخة خولة بنت أحمد بن خليفة السويدي.[7]
- الشيخة لطيفة بنت جمعه بن جمهور القبيسي.

### أبناؤه
- الشيخ زايد بن طحنون بن زايد آل نهيان.
- الشيخة فاطمة بنت طحنون بن زايد آل نهيان.